# Samantha Machado
Samantha Machado (São Paulo, Brasil, 1994) es una cantante, compositora brasileña de alt pop. Se hice conocida a nivel nacional por la canción "Nave Espacial" en colaboración con los DJs Liu y Maverick & Rowdy Bootleg.